# Jean Nougayrol
Jean Nougayrol (* 4. Februar 1900 in Toulouse; † 23. Januar 1975) war ein französischer Assyriologe.

## Leben und Werk
Jean Nougayrol studierte an der Universität Toulouse und wandte sich unter Georges Boyer den Keilschriftsprachen zu. 1935 war er Stipendiat an der École biblique et archéologique française de Jérusalem, wo er bei Félix-Marie Abel und Louis-Hugues Vincent studierte. Seit 1936 studierte er am Collège de France bei Charles Fossey, dessen Nachfolger als Directeur d’Études an der École pratique des hautes études er 1938 wurde. Von 1947 bis 1960 war er dazu Konservator am Département des Antiquités Orientales des Louvre.
Zu seinen Forschungsschwerpunkten gehörte die Erforschung der altorientalischen Divination sowie die Publikation der Keilschrifttexte aus Ugarit.
1968 wurde er Mitglied der Académie des inscriptions et belles-lettres sowie der Slowenischen Akademie der Wissenschaften. 1973 wurde er zum korrespondierenden Mitglied der British Academy gewählt.